# Солдатов, Александр Алексеевич
Алекса́ндр Алексе́евич Солда́тов (27 августа 1915, дер. Пригорода, Вологодская губерния — 22 января 1999, Москва) — советский государственный деятель, дипломат. Чрезвычайный и полномочный посол.

## Биография
Родился в крестьянской семье. После окончания школы работал учителем.
С 1932 года учился в Педагогическом техникуме в Москве, потом в Московском педагогическом институте. Член ВКП(б) с 1939 года.
С 1941 года — на дипломатической службе. Окончил Высшую дипломатическую школу НКИД СССР, после работал в секретариате заместителя наркома иностранных дел.
С 1941 года — атташе Посольства СССР в Иране, с 1942 года — вице-консул в Южно-Африканском Союзе, с 1943 по 1946 годы — первый секретарь, советник Миссии СССР в Австралии, потом работал в центральном аппарате МИД СССР. С 1948 года — советник, старший советник по политическим вопросам в Постоянном представительстве СССР при ООН. В 1952—1960 годы — работал в центральном аппарате МИД СССР, затем — чрезвычайный и полномочный посол в Великобритании. 30 января 1965 года в составе советской делегации присутствовал на похоронах Уинстона Черчилля. В 1966—1967 годах — заместитель министра иностранных дел СССР, в 1968—1970 годах — посол СССР на Кубе.
В 1971—1974 годах — ректор МГИМО, в 1974—1986 годах — чрезвычайный и полномочный посол СССР в Ливане.
Член Центральной ревизионной комиссии КПСС (1961—1971).
Похоронен на Кунцевском кладбище.

## Награды
- орден Ленина (25 февраля 1982)
- орден Октябрьской Революции (26 августа 1985)
- 3 ордена Трудового Красного Знамени (28 августа 1965; 22 октября 1971; 21 января 1977)
- орден Дружбы народов (28 августа 1975)
- 2 ордена Красной Звезды (3 ноября 1944; 5 ноября 1945)
- орден «Знак Почёта» (20 мая 1981)
- медаль «За трудовую доблесть» (28 августа 1965)
- другие медали

## Галерея
- Слева направо: В. А. Зорин, А. А. Громыко, А. А. Солдатов в составе советской делегации на Конференции министров «большой четвёрки». Женева, 12 мая 1959 года
- Могила Солдатова на Кунцевском кладбище Москвы